# Lionsong
maybe he won’t.

Somehow I’m not too bothered

either way.»
(Estratto dal testo di Lionsong)
Lionsong è un singolo promozionale estratto dall'album Vulnicura della cantautrice islandese Björk. La canzone è stata trasmessa dalle stazioni radiofoniche a partire dal 20 marzo 2015. Il brano è stato scritto e composto da Björk e prodotto da Björk e dalla produttrice venezuelana Arca.

## Descrizione
Come ogni traccia di Vulnicura, Lionsong descrive le emozioni provate dall'artista in rapporto alla fine della relazione con il compagno Matthew Barney. In particolare, Lionsong richiama lo stato d'animo di Björk esattamente cinque mesi prima la rottura.
In occasione del Björk Orkestral, serie di concerti del 2021 in cui ha celebrato la sua carriera, Björk ha affermato sulla canzone:

## Videoclip
Il videoclip di Lionsong è stato pubblicato sul canale YouTube dell'artista il 12 marzo 2015. Il video mostra Björk cantare e danzare indossando lo stesso costume che sfoggia sulla copertina di Vulnicura. Sono frequenti le riprese del torace della cantante, di cui è visibile solo il centro in un filtro rosso, nelle quali i movimenti della cantante suggeriscono l'idea di un cuore pulsante. Il videoclip è stato diretto da Inez & Vinoodh, che così hanno commentato l'opera: “il personaggio di Björk nel video doveva essere calmo come un ragno che attende nella sua rete e seducente come una danzatrice balinese in bronzo. Lei viene vista al microscopio, dove svela il suo cuore mentre ci introduce nella sanguinosa galassia della sua ferita”. La creazione del video è stata a opera di Björk e Inez & Vinoodh in collaborazione con la casa di produzione di effetti video Framestore.

## Accoglienza
La canzone è stata ben accolta dalla critica. Heather Phares di AllMusic afferma: "Lionsong ritrae brillantemente l'ansia nauseante di una relazione incerta, le sue armonie distorte e i tremolanti archi evocano una partita dall'alta posta in gioco alla 'lui mi ama, non mi ama'". The Guardian descrive la canzone come "una gelida raffigurazione di un silenzio passivo-aggressivo".